# Ana Carcedo
Ana Carcedo Cabañas (Madrid, 1949) es una investigadora y activista feminista española especializada en violencia contra las mujeres en América Latina y economía feminista. Desde 1975 reside en Costa Rica. Es autora junto a Montserrat Sagot de la primera investigación sobre femicidio en Costa Rica. Preside CEFEMINA, Centro Feminista de Información y Acción y ha sido responsable de la coordinación de la Red Feminista Centroamericana de Violencia contra las Mujeres y Coordinadora del Observatorio Centroamericano para la Erradicación del Femicidio.

## Trayectoria
Ana Carcedo nació en Madrid en 1949 y desde 1975 reside en Costa Rica. Comenzó sus estudios en Ciencias Físicas en la Universidad Complutense de Madrid. Más tarde realizó estudios de Economía en la Universidad de Costa Rica (UCR), y obtuvo una Maestría en Estudios de la Mujer, en un programa que ofrecía la UCR y la Universidad Nacional (UNA). 
Como profesora de matemáticas y física, ha impartido cursos en las universidades estatales de Costar Rica y posteriormente se centró en la docencia sobre estudios de la mujer siendo docente de la Maestría Centroamericana en Estudios de la Mujer y en el curso denominado «Investigación judicial de la violencia femicida» en Centroamérica y Sudamérica.
En 1975 fundó, junto con otras mujeres, el Movimiento para la Liberación de la Mujer (MLM) que en 1981 pasó a denominarse Centro Feminista de Información y Acción (CEFEMINA), una organización pionera en la región, pues fue la primera en contar con un programa que provee servicios de autoayuda a mujeres que han sido víctimas de violencia. Asimismo, en 1988, cofundó en Costa Rica, «Mujer no estás sola», un programa de autoayuda para mujeres que habían padecido violencia y maltrato. De estos esfuerzos, surgieron iniciativas de ley para penalizar la violencia en contra de las mujeres.
A principios de los 90 realizó sus primeras publicaciones sobre violencia contra la mujer y desarrolló sus primeras investigaciones sobre la situación en Costa Rica y en América Latina publicando diversos trabajos con la socióloga feminista costarricense Montserrat Sagot, entre ellos la primera investigación sobre femicidio en Costa Rica.
Desde 1996 es miembro de la Comisión de Seguimiento de la Aplicación de la Ley Contra la Violencia Doméstica en Costa Rica; y desde enero de 2003 forma parte de la Comisión de Alto Nivel para Evitar Femicidios. Asimismo se ha desempeñado como consultora para organismos de Naciones Unidas, instituciones regionales (como IIDH y COMMCA), así como para gobiernos, como Chile, Perú y Ecuador. 
En la investigación, su campo de estudio es la violencia en contra las mujeres y la economía desde una perspectiva feminista. También ha coordinado dos investigaciones sobre femicidio en la región centroamericana, la cual fue publicada en 2010; y en Ecuador.
Ha sido presidente de CEFEMINA en 2010.

## Violencia contra las mujeres
Carcedo junto a Montserrat Sagot fueron pioneras en Costa Rica en la denuncia de la violencia contra las mujeres como fruto de la dominación masculina, una denuncia realizada en los años 80 por el movimiento feminista de América Latina. Fue esta denuncia la que logró que en los años 90 la violencia contra las mujeres se situara en la agenda internacional en las conferencias y finalmente resoluciones de Naciones Unidas identificando las diversas formas de violencia contra las mujeres tanto en el marco de los conflictos armados como en otros escenarios más allá de la vida privada. Estableciendo que se trata de una violación de los derechos humanos. 
En 1993 la Organización Panamericana de la Salud declaró la violencia contra las mujeres como un problema de salud pública.

Hemos hablado de las leyes hechas por los hombres para mantener su dominación de género; de la policía como guardiana de ese orden patriarcal; de las instituciones estatales insensibles al dolor y las necesidades de las mujeres maltratadas; de la educación que acuña hombres agresores y mujeres desempoderadas; de las iglesias con sus discursos de perdón; de la moral judeocristiana de culpa y renuncia a la felicidad en este mundo... Y también de la estructura de propiedad y crédito que coloca los recursos económicos en manos masculinas; de la estructura política formal que excluye a las mujeres... y de las costumbres y tradiciones que son prácticas estereotipadas, ritos de mantenimiento del orden establecido entre géneros (Carcedo y Molina, 2003, p.7).

Carcedo habla de violencia contra las mujeres, "la violencia de género no se muy bien qué es", señala. Y denuncia las situaciones que no están enmarcadas en violencia de pareja. Se trata, apunta, de nuevos escenarios de violencia, como la trata, los grupos delictivos y la policía que reprime. 

Desde hace unos 25 años, estamos identificando estas situaciones alarmantes, cuando comienza a aparecer chicas adolescentes asesinadas en Honduras. Con las compañeras del CEM-H tuvimos la oportunidad de hacer la investigación acerca del femicidio en Centroamérica donde teorizamos acerca de los nuevos escenarios que se están convirtiendo en dominantes.

### Diferenciar la violencia de género de la violencia contra las mujeres
Ana Carcedo cuestiona la utilización del concepto de violencia de género como sustitutivo al concepto de violencia contra las mujeres y defiende la necesidad de separar los dos conceptos. Recuerda que hablar de violencia de género es referirse la violencia por la transgresión de la identidad de género o a la violencia que se ejerce contra los hombres y mujeres transexuales por haber renunciado a la asignación de género que se les ha hecho. Es "un grave problema pero es otro problema diferente" dice. Por otro lado apunta que hablar de violencia de género despolitiza el problema y oculta la lógica del origen del concepto de violencia contra las mujeres, relacionada con las relaciones desiguales de poder.

(...) no considera válido hablar de violencia de género como equivalente a violencia contra las mujeres porque se llega a hablar de un problema de socialización de género que se podría cambiar con educación, con lo que muy fácilmente es despolitizado el concepto. Con educación se cambian cosas, pero si no se cambia la estructura de relaciones desiguales de poder, tampoco habrá socialización diferente. (...)

En Centroamérica nos hemos resistido siempre a denominarlo "violencia de género" y seguimos hablando de violencia contra las mujeres. Por otra parte, a estas alturas de la historia de las luchas en nuestra región, cuando hablamos de violencia de género, estamos hablando de muchas cosas. Por ejemplo, la violencia por transgresión de identidad de género. La violencia que se ejerce contra los hombres y mujeres transexuales por haber renunciado a la asignación social de género que se les ha hecho. Y este, que es un grave problema, es otro problema diferente.

## Premios y reconocimientos
- 1998 The Harrell Center Award for Outstanding International Public Service, de la Universidad de Florida.
- 2000 Premio UNIFEM para Practitioners de la Sección de Género y Estudios Feministas de la Latin American Studies Association (LASA)[2]

## Publicaciones
- La violencia contra las mujeres en Centroamérica y la Cooperación Holandesa. (1992) San José, Costa Rica: CEFEMINA. Carcedo, Ana y Verbaken, Karin .

- "Mujer no Estás Sola: Cinco mil Mujeres Deteniendo el Maltrato." (1994) en Mujeres Hacia el 2OOO:Deteniendo la Violencia. CEFEMINA: San José, Costa Rica.

- Ruta Crítica de las Mujeres Afectadas por la Violencia Intrafamiliar en Costa Rica (1999) OPS Carcedo, Ana y Zamora, Alicia.

- Femicidio en Costa Rica. 1990-1999. INAMU. (2000) Ana Carcedo con la colaboración de Montserrat Sagot. Organización Panamericana de la Salud.

- Ruta Crítica de las Mujeres Afectadas por la Violencia Intrafamiliar en América Latina (2000) Montserrat Sagot con la colaboración de Ana Carcedo. Organización Panamericana de la Salud
- Mujeres contra la violencia, una rebelión radical. San José, Costa Rica: Embajada Real de los Países Bajos (2003) CEFEMINA. Carcedo, Ana y Molina, Giselle

- Indicadores sobre violencia contras mujeres. Sistematización y evaluación crítica. (2008)  Instituto Interamericano de Derechos Humanos
- No olvidamos ni aceptamos. Femicidio en Centroamérica 2000-2006. (2010) Ana Carcedo coordinadora. CEFEMINA - Horizons.